# US Super Tour 2013/14
Die US Super Tour 2013/14 war eine von der FIS organisierte Wettkampfserie im Skilanglauf, die zum Unterbau des Skilanglauf-Weltcups 2013/14 gehörte. Er begann am 29. November 2013 in West Yellowstone und endete am 28. März 2014 in Kincaid Park. Bei den Rennen der dritten und siebten Station wurde die doppelte Punktzahl vergeben. Beim Rennen der sechsten Station, dem American Birkebeiner, wurde nur die Hälfte der Punkte verteilt. Die Gesamtwertung der Männer gewann Reese Hanneman und bei den Frauen Caitlin Gregg.

## Männer

### Resultate
| 1. US Super Tour in West Yellowstone, 29. und 30. November 2013 | 1. US Super Tour in West Yellowstone, 29. und 30. November 2013 | 1. US Super Tour in West Yellowstone, 29. und 30. November 2013 | 1. US Super Tour in West Yellowstone, 29. und 30. November 2013 | 1. US Super Tour in West Yellowstone, 29. und 30. November 2013 |
| --------------------------------------------------------------- | --------------------------------------------------------------- | --------------------------------------------------------------- | --------------------------------------------------------------- | --------------------------------------------------------------- |
| Datum                                                           | Disziplin                                                       | Erster Platz                                                    | Zweiter Platz                                                   | Dritter Platz                                                   |
| 29. November 2013                                               | Sprint Freistil                                                 | Emil Johansson                                                  | Reese Hanneman                                                  | Ryan Scott                                                      |
| 30. November 2013                                               | 15 km Freistil                                                  | Mads Ek Ström                                                   | Brian Gregg                                                     | Sylvan Ellefson                                                 |

| 2. US Super Tour in Bozeman, 7. und 8. Dezember 2013 | 2. US Super Tour in Bozeman, 7. und 8. Dezember 2013 | 2. US Super Tour in Bozeman, 7. und 8. Dezember 2013 | 2. US Super Tour in Bozeman, 7. und 8. Dezember 2013 | 2. US Super Tour in Bozeman, 7. und 8. Dezember 2013 |
| ---------------------------------------------------- | ---------------------------------------------------- | ---------------------------------------------------- | ---------------------------------------------------- | ---------------------------------------------------- |
| Datum                                                | Disziplin                                            | Erster Platz                                         | Zweiter Platz                                        | Dritter Platz                                        |
| 7. Dezember 2013                                     | 15 km klassisch Mst.                                 | Dmitriy Ozerskiy                                     | Miles Havlick                                        | Patrick Johnson                                      |
| 8. Dezember 2013                                     | Sprint klassisch                                     | Wettkampf abgesagt                                   | Wettkampf abgesagt                                   | Wettkampf abgesagt                                   |

| 3. US Super Tour und US-amerikanische Meisterschaften in Soldier Hollow, 4. bis 10. Januar 2014 | 3. US Super Tour und US-amerikanische Meisterschaften in Soldier Hollow, 4. bis 10. Januar 2014 | 3. US Super Tour und US-amerikanische Meisterschaften in Soldier Hollow, 4. bis 10. Januar 2014 | 3. US Super Tour und US-amerikanische Meisterschaften in Soldier Hollow, 4. bis 10. Januar 2014 | 3. US Super Tour und US-amerikanische Meisterschaften in Soldier Hollow, 4. bis 10. Januar 2014 |
| ----------------------------------------------------------------------------------------------- | ----------------------------------------------------------------------------------------------- | ----------------------------------------------------------------------------------------------- | ----------------------------------------------------------------------------------------------- | ----------------------------------------------------------------------------------------------- |
| Datum                                                                                           | Disziplin                                                                                       | Erster Platz                                                                                    | Zweiter Platz                                                                                   | Dritter Platz                                                                                   |
| 4. Januar 2014                                                                                  | 15 km klassisch                                                                                 | Erik Bjornsen                                                                                   | Reese Hanneman                                                                                  | Kris Freeman                                                                                    |
| 5. Januar 2014                                                                                  | Sprint Freistil                                                                                 | Torin Koos                                                                                      | Benjamin Saxton                                                                                 | Reese Hanneman                                                                                  |
| 8. Januar 2014                                                                                  | 30 km Freistil Mst.                                                                             | Sylvan Ellefson                                                                                 | Brian Gregg                                                                                     | Kris Freeman                                                                                    |
| 10. Januar 2014                                                                                 | Sprint klassisch                                                                                | Reese Hanneman                                                                                  | Erik Bjornsen                                                                                   | Dakota Blackhorse-von Jess                                                                      |

| 4. US Super Tour in Vereinigte Staaten, 7. bis 9. Februar 2014 | 4. US Super Tour in Vereinigte Staaten, 7. bis 9. Februar 2014 | 4. US Super Tour in Vereinigte Staaten, 7. bis 9. Februar 2014 | 4. US Super Tour in Vereinigte Staaten, 7. bis 9. Februar 2014 | 4. US Super Tour in Vereinigte Staaten, 7. bis 9. Februar 2014 |
| -------------------------------------------------------------- | -------------------------------------------------------------- | -------------------------------------------------------------- | -------------------------------------------------------------- | -------------------------------------------------------------- |
| Datum                                                          | Disziplin                                                      | Erster Platz                                                   | Zweiter Platz                                                  | Dritter Platz                                                  |
| 7. Februar 2014                                                | 10 km Freistil                                                 | Scott Patterson                                                | Raphael Couturier                                              | Patrick Caldwell                                               |
| 8. Februar 2014                                                | 20 km klassisch                                                | Scott Patterson                                                | Reese Hanneman                                                 | Welly Ramsey                                                   |
| 9. Februar 2014                                                | Sprint Freistil                                                | Samuel Naney                                                   | Dakota Blackhorse-von Jess                                     | Reese Hanneman                                                 |

| 5. US Super Tour in Saint Paul, 15. und 16. Februar 2014 | 5. US Super Tour in Saint Paul, 15. und 16. Februar 2014 | 5. US Super Tour in Saint Paul, 15. und 16. Februar 2014 | 5. US Super Tour in Saint Paul, 15. und 16. Februar 2014 | 5. US Super Tour in Saint Paul, 15. und 16. Februar 2014 |
| -------------------------------------------------------- | -------------------------------------------------------- | -------------------------------------------------------- | -------------------------------------------------------- | -------------------------------------------------------- |
| Datum                                                    | Disziplin                                                | Erster Platz                                             | Zweiter Platz                                            | Dritter Platz                                            |
| 15. Februar 2014                                         | 15 km klassisch Mst.                                     | Matthew Phillip Gelso                                    | Benjamin Saxton                                          | Michael Sinnott                                          |
| 16. Februar 2014                                         | 10 km Freistil                                           | Sylvan Ellefson                                          | Matthew Phillip Gelso                                    | Michael Sinnott                                          |

| 6. US Super Tour und American Birkebeiner in Hayward, 22. Februar 2014 | 6. US Super Tour und American Birkebeiner in Hayward, 22. Februar 2014 | 6. US Super Tour und American Birkebeiner in Hayward, 22. Februar 2014 | 6. US Super Tour und American Birkebeiner in Hayward, 22. Februar 2014 | 6. US Super Tour und American Birkebeiner in Hayward, 22. Februar 2014 |
| ---------------------------------------------------------------------- | ---------------------------------------------------------------------- | ---------------------------------------------------------------------- | ---------------------------------------------------------------------- | ---------------------------------------------------------------------- |
| Datum                                                                  | Disziplin                                                              | Erster Platz                                                           | Zweiter Platz                                                          | Dritter Platz                                                          |
| 22. Februar 2014                                                       | 52 km Freistil Mst.                                                    | Tom Reichelt                                                           | Simone Paredi                                                          | Sergio Bonaldi                                                         |

| 7. US Super Tour in Kincaid Park, 22. bis 28. März 2014 | 7. US Super Tour in Kincaid Park, 22. bis 28. März 2014 | 7. US Super Tour in Kincaid Park, 22. bis 28. März 2014 | 7. US Super Tour in Kincaid Park, 22. bis 28. März 2014 | 7. US Super Tour in Kincaid Park, 22. bis 28. März 2014 |
| ------------------------------------------------------- | ------------------------------------------------------- | ------------------------------------------------------- | ------------------------------------------------------- | ------------------------------------------------------- |
| Datum                                                   | Disziplin                                               | Erster Platz                                            | Zweiter Platz                                           | Dritter Platz                                           |
| 22. März 2014                                           | 15 km Freistil                                          | Noah Hoffman                                            | Scott Patterson                                         | Erik Bjornsen                                           |
| 23. März 2014                                           | Sprint klassisch                                        | Reese Hanneman                                          | Benjamin Saxton                                         | Tyler Kornfield                                         |
| 28. März 2014                                           | 50 km klassisch Mst.                                    | Aku Nikander                                            | Noah Hoffman                                            | Reese Hanneman                                          |

### Gesamtwertung Männer
| Rang | Name                       | Punkte |
| ---- | -------------------------- | ------ |
| 01.  | Reese Hanneman             | 366    |
| 02.  | Erik Bjornsen              | 224    |
| 03.  | Brian Gregg                | 214    |
| 04.  | Alexander Treinen          | 187    |
| 05.  | Sylvan Ellefson            | 182    |
| 06.  | Scott Patterson            | 168    |
| 07.  | Benjamin Saxton            | 165    |
| 08.  | Michael Sinnott            | 160    |
| 09.  | Miles Havlick              | 155    |
| 010. | Matthew Phillip Gelso      | 146    |
| 011. | Dakota Blackhorse-von Jess | 129    |
| 012. | Noah Hoffman               | 122    |
| 013. | Kris Freeman               | 120    |
| 014. | Patrick O’Brien            | 113    |

| Rang | Name                   | Punkte |
| ---- | ---------------------- | ------ |
| 015. | Eric Packer            | 107    |
| 016. | Tyler Kornfield        | 94     |
| 016. | Aku Nikander           | 94     |
| 018. | Torin Koos             | 88     |
| 019. | Samuel Naney           | 79     |
| 020. | Dmitriy Ozerskiy       | 75     |
| 021. | Peter Kling            | 68     |
| 022. | Matthew Edward Liebsch | 64     |
| 023. | David Norris           | 62     |
| 024. | Welly Ramsey           | 61     |
| 025. | Logan Hanneman         | 60     |
| 025. | Andrew Newell          | 60     |
| 027. | Simeon Hamilton        | 54     |
| 028. | Benjamin Lustgarten    | 52     |

| Rang | Name                | Punkte |
| ---- | ------------------- | ------ |
| 029. | Alex Schulz         | 51     |
| 030. | Gordon Vermeer      | 49     |
| 030. | Patrick Johnson     | 49     |
| 032. | Emil Johansson      | 48     |
| 033. | Mats Rudin Resaland | 47     |
| 034. | Tyler Reinking      | 46     |
| 035. | Karl Nygren         | 44     |
| 036. | Lukas Ebner         | 40     |
| 037. | David Sinclair      | 38     |
| 038. | Moritz Madlener     | 37     |
| 038. | Mads Ek Ström       | 37     |
| 040. | Jordan Buetow       | 36     |

## Frauen

### Resultate
| 1. US Super Tour in West Yellowstone, 29. und 30. November 2013 | 1. US Super Tour in West Yellowstone, 29. und 30. November 2013 | 1. US Super Tour in West Yellowstone, 29. und 30. November 2013 | 1. US Super Tour in West Yellowstone, 29. und 30. November 2013 | 1. US Super Tour in West Yellowstone, 29. und 30. November 2013 |
| --------------------------------------------------------------- | --------------------------------------------------------------- | --------------------------------------------------------------- | --------------------------------------------------------------- | --------------------------------------------------------------- |
| Datum                                                           | Disziplin                                                       | Erster Platz                                                    | Zweiter Platz                                                   | Dritter Platz                                                   |
| 29. November 2013                                               | Sprint Freistil                                                 | Caitlin Gregg                                                   | Jennie Bender                                                   | Rebecca Rorabaugh                                               |
| 30. November 2013                                               | 10 km Freistil                                                  | Caitlin Gregg                                                   | Caitlin Patterson                                               | Kate Fitzgerald                                                 |

| 2. US Super Tour in Bozeman, 7. und 8. Dezember 2013 | 2. US Super Tour in Bozeman, 7. und 8. Dezember 2013 | 2. US Super Tour in Bozeman, 7. und 8. Dezember 2013 | 2. US Super Tour in Bozeman, 7. und 8. Dezember 2013 | 2. US Super Tour in Bozeman, 7. und 8. Dezember 2013 |
| ---------------------------------------------------- | ---------------------------------------------------- | ---------------------------------------------------- | ---------------------------------------------------- | ---------------------------------------------------- |
| Datum                                                | Disziplin                                            | Erster Platz                                         | Zweiter Platz                                        | Dritter Platz                                        |
| 7. Dezember 2013                                     | 10 km klassisch Mst.                                 | Chelsea Holmes                                       | Caitlin Patterson                                    | Caitlin Gregg                                        |
| 8. Dezember 2013                                     | Sprint klassisch                                     | Wettkampf abgesagt                                   | Wettkampf abgesagt                                   | Wettkampf abgesagt                                   |

| 3. US Super Tour und US-amerikanische Meisterschaften in Soldier Hollow, 4. bis 10. Januar 2014 | 3. US Super Tour und US-amerikanische Meisterschaften in Soldier Hollow, 4. bis 10. Januar 2014 | 3. US Super Tour und US-amerikanische Meisterschaften in Soldier Hollow, 4. bis 10. Januar 2014 | 3. US Super Tour und US-amerikanische Meisterschaften in Soldier Hollow, 4. bis 10. Januar 2014 | 3. US Super Tour und US-amerikanische Meisterschaften in Soldier Hollow, 4. bis 10. Januar 2014 |
| ----------------------------------------------------------------------------------------------- | ----------------------------------------------------------------------------------------------- | ----------------------------------------------------------------------------------------------- | ----------------------------------------------------------------------------------------------- | ----------------------------------------------------------------------------------------------- |
| Datum                                                                                           | Disziplin                                                                                       | Erster Platz                                                                                    | Zweiter Platz                                                                                   | Dritter Platz                                                                                   |
| 4. Januar 2014                                                                                  | 10 km klassisch                                                                                 | Rebecca Rorabaugh                                                                               | Caitlin Gregg                                                                                   | Caitlin Patterson                                                                               |
| 5. Januar 2014                                                                                  | Sprint Freistil                                                                                 | Jennie Bender                                                                                   | Caitlin Gregg                                                                                   | Rosie Brennan                                                                                   |
| 8. Januar 2014                                                                                  | 20 km Freistil Mst.                                                                             | Caitlin Gregg                                                                                   | Chelsea Holmes                                                                                  | Rosie Brennan                                                                                   |
| 10. Januar 2014                                                                                 | Sprint klassisch                                                                                | Natalja Naryshkina                                                                              | Rosie Brennan                                                                                   | Nichole Bathe                                                                                   |

| 4. US Super Tour in Vereinigte Staaten, 7. bis 9. Februar 2014 | 4. US Super Tour in Vereinigte Staaten, 7. bis 9. Februar 2014 | 4. US Super Tour in Vereinigte Staaten, 7. bis 9. Februar 2014 | 4. US Super Tour in Vereinigte Staaten, 7. bis 9. Februar 2014 | 4. US Super Tour in Vereinigte Staaten, 7. bis 9. Februar 2014 |
| -------------------------------------------------------------- | -------------------------------------------------------------- | -------------------------------------------------------------- | -------------------------------------------------------------- | -------------------------------------------------------------- |
| Datum                                                          | Disziplin                                                      | Erster Platz                                                   | Zweiter Platz                                                  | Dritter Platz                                                  |
| 7. Februar 2014                                                | 5 km Freistil                                                  | Caitlin Gregg                                                  | Caitlin Patterson                                              | Erika Flowers                                                  |
| 8. Februar 2014                                                | 15 km klassisch                                                | Rosie Brennan                                                  | Caitlin Gregg                                                  | Anja Gruber                                                    |
| 9. Februar 2014                                                | Sprint Freistil                                                | Caitlin Gregg                                                  | Jennie Bender                                                  | Caitlin Patterson                                              |

| 5. US Super Tour in Saint Paul, 15. und 16. Februar 2014 | 5. US Super Tour in Saint Paul, 15. und 16. Februar 2014 | 5. US Super Tour in Saint Paul, 15. und 16. Februar 2014 | 5. US Super Tour in Saint Paul, 15. und 16. Februar 2014 | 5. US Super Tour in Saint Paul, 15. und 16. Februar 2014 |
| -------------------------------------------------------- | -------------------------------------------------------- | -------------------------------------------------------- | -------------------------------------------------------- | -------------------------------------------------------- |
| Datum                                                    | Disziplin                                                | Erster Platz                                             | Zweiter Platz                                            | Dritter Platz                                            |
| 15. Februar 2014                                         | 10 km klassisch Mst.                                     | Rosie Brennan                                            | Chelsea Holmes                                           | Jennie Bender                                            |
| 16. Februar 2014                                         | 5 km Freistil                                            | Caitlin Gregg                                            | Rosie Brennan                                            | Chelsea Holmes                                           |

| 6. US Super Tour und American Birkebeiner in Hayward, 22. Februar 2014 | 6. US Super Tour und American Birkebeiner in Hayward, 22. Februar 2014 | 6. US Super Tour und American Birkebeiner in Hayward, 22. Februar 2014 | 6. US Super Tour und American Birkebeiner in Hayward, 22. Februar 2014 | 6. US Super Tour und American Birkebeiner in Hayward, 22. Februar 2014 |
| ---------------------------------------------------------------------- | ---------------------------------------------------------------------- | ---------------------------------------------------------------------- | ---------------------------------------------------------------------- | ---------------------------------------------------------------------- |
| Datum                                                                  | Disziplin                                                              | Erster Platz                                                           | Zweiter Platz                                                          | Dritter Platz                                                          |
| 22. Februar 2014                                                       | 52 km Freistil Mst.                                                    | Caitlin Gregg                                                          | Antonella Confortola Wyatt                                             | Rosie Brennan                                                          |

| 7. US Super Tour in Kincaid Park, 22. bis 28. März 2014 | 7. US Super Tour in Kincaid Park, 22. bis 28. März 2014 | 7. US Super Tour in Kincaid Park, 22. bis 28. März 2014 | 7. US Super Tour in Kincaid Park, 22. bis 28. März 2014 | 7. US Super Tour in Kincaid Park, 22. bis 28. März 2014 |
| ------------------------------------------------------- | ------------------------------------------------------- | ------------------------------------------------------- | ------------------------------------------------------- | ------------------------------------------------------- |
| Datum                                                   | Disziplin                                               | Erster Platz                                            | Zweiter Platz                                           | Dritter Platz                                           |
| 22. März 2014                                           | 10 km Freistil                                          | Kikkan Randall                                          | Elizabeth Stephen                                       | Caitlin Gregg                                           |
| 23. März 2014                                           | Sprint klassisch                                        | Kikkan Randall                                          | Sadie Bjornsen                                          | Ida Sargent                                             |
| 28. März 2014                                           | 30 km klassisch Mst.                                    | Sadie Bjornsen                                          | Elizabeth Stephen                                       | Kikkan Randall                                          |

### Gesamtwertung Frauen
| Rang | Name              | Punkte |
| ---- | ----------------- | ------ |
| 01   | Caitlin Gregg     | 439    |
| 02   | Rosie Brennan     | 362    |
| 03   | Caitlin Patterson | 361    |
| 04   | Rebecca Rorabaugh | 306    |
| 05   | Erika Flowers     | 281    |
| 06   | Jennie Bender     | 237    |
| 07   | Kate Fitzgerald   | 186    |
| 08   | Chelsea Holmes    | 186    |
| 09   | Kikkan Randall    | 162    |
| 010  | Sadie Bjornsen    | 146    |
| 011  | Elizabeth Stephen | 122    |
| 012. | Elizabeth Guiney  | 119    |
| 013. | Anja Gruber       | 116    |
| 014. | Rose Kemp         | 107    |

| Rang | Name               | Punkte |
| ---- | ------------------ | ------ |
| 015. | Jessie Diggins     | 100    |
| 016. | Annie Pokorny      | 93     |
| 017. | Sophie Caldwell    | 92     |
| 018. | Ida Sargent        | 88     |
| 019. | Linda Danvind-Malm | 84     |
| 020. | Natalja Naryshkina | 78     |
| 021. | Cambria Mcdermott  | 76     |
| 022. | Anne Hart          | 73     |
| 023. | Lauren Fritz       | 73     |
| 024. | Rosie Frankowski   | 72     |
| 025. | Nichole Bathe      | 68     |
| 026. | Holly Brooks       | 66     |
| 027. | Marine Dusser      | 60     |
| 028. | Mary Rose          | 56     |

| Rang | Name                    | Punkte |
| ---- | ----------------------- | ------ |
| 029. | Katharine Ogden         | 42     |
| 030. | Stephanie Kirk          | 42     |
| 031. | Sylvia Thorson Nordskar | 39     |
| 032. | Sarah Cresap            | 34     |
| 033. | Heidi Halvorsen         | 29     |
| 034. | Annie Liotta            | 28     |
| 035. | Jessica Yeaton          | 26     |
| 036. | Sophie Carrier-Laforte  | 25     |
| 037. | Eva Severrus            | 24     |
| 038. | Sloan Storey            | 20     |
| 039. | Eliska Hajkova          | 20     |